# Manuel Tafur
Manuel Tafur Sánchez (Lima, 3 de enero de 1816 - Huamachuco, 10 de julio de 1883), fue un militar peruano. Luchó en la campaña de la Breña como jefe de Estado Mayor del Ejército del Centro, siendo herido mortalmente en la batalla de Huamachuco.

## Biografía
Descendiente del encomendero español León Tafur de Córdova, asentado en Chachapoyas en 1570. Hijo de José Tafur de Córdova y Agustina Sánchez y Aspur. Se dedicó inicialmente al comercio, hasta que en 1835 se enroló en el ejército, siendo destinado como cadete del batallón Cazadores de Lima. Por entonces gobernaba en el Perú el general Felipe Santiago Salaverry, como Jefe Supremo. El 25 de enero de 1836 ascendió a subteniente de infantería y enseguida participó en la guerra contra los invasores bolivianos. Luchó en las batallas de Uchumayo y Socabaya.
Derrotado y muerto Salaverry, Tafur pasó desterrado a Bolivia, aunque poco después huyó a Chile, donde se incorporó a la Segunda Expedición Restauradora, al mando del general Agustín Gamarra (1838). Durante la Restauración, combatió bajo las órdenes del general Ramón Castilla contra la revolución regeneradora del coronel Manuel Ignacio de Vivanco (1841).
Ya con el rango de capitán graduado, participó en la guerra contra Bolivia. Luchó en la batalla de Ingavi (1841). Suscrita la paz con Bolivia, pasó a ser capitán efectivo (1842).
Como político, profesaba la ideología liberal y era partidario de la abolición de la esclavitud y del tributo indígena, por lo que fue desterrado a Ecuador durante el gobierno conservador del general José Rufino Echenique (1852). En compañía de Domingo Elías regresó al Perú con la intención de organizar una revolución, pero fracasó y fue tomado prisionero. Desde Tumbes fue conducido a bordo de buques de guerra y luego internado en el cuartel de Santa Catalina, de la capital peruana. Fue deportado una vez más, pero logró escapar y se unió a la revolución liberal encabezada por el general Ramón Castilla (1854).
Triunfante la revolución liberal y ya con Castilla en la presidencia, Tafur fue elegido diputado suplente por Lima, ante la Convención Nacional o Asamblea Constituyente (1855-1857)[cita requerida]; y ante el Congreso Extraordinario (1858-1859). Luego participó en el combate del Callao (1866), y fue prefecto de Piura (1870) y de Cajamarca (1871). En 1875 ascendió a coronel.
Al estallar la Guerra del Pacífico en 1879, era ya un veterano de 63 años de edad, pero optó por prestar sus servicios en defensa de su patria. Como subjefe de la V División de la Reserva, tuvo una actuación destacada en batalla de Miraflores (1881).
Tras la ocupación chilena de Lima, marchó a la sierra y se unió a la campaña de la resistencia de la Breña, encabezada por el general Andrés A. Cáceres. Fue nombrado jefe del Estado Mayor General del Ejército del Centro. Como tal, luchó en la batalla de Huamachuco, librada el 10 de julio de 1883, donde también participó su hijo, el coronel Máximo Tafur, como jefe de la 3.º División del Ejército del Centro. Luego de horas de feroz lucha y pese a que ya se vislumbraba la derrota peruana, el anciano coronel Manuel Tafur no quiso retroceder y arremetió contra el enemigo, hasta que fue herido gravemente y retirado de la batalla. Moribundo, fue llevado hasta Angasmarca, donde falleció tras una dolorosa agonía. Su hijo Máximo Tafur también se contó entre los combatientes peruanos caídos en el campo de batalla, al igual que Pedro Silva Gil, Juan Gastó, Luis Germán Astete, Santiago Zavala, etc., mientras que otros fueron repasados tras la batalla, como Leoncio Prado, Miguel Emilio Luna, etc.
Sus restos fueron sepultados en el cementerio de Huamachuco, hasta que en 1890 fueron trasladados a Lima, junto con los restos de su hijo y de los demás héroes peruanos caídos en Huamachuco. Todos ellos descansan actualmente en la Cripta de los Héroes del Cementerio Presbítero Matías Maestro de Lima.